# Zoophthora forficulae
Zoophthora forficulae är en svampart som först beskrevs av Giard, och fick sitt nu gällande namn av A. Batko 1964. Zoophthora forficulae ingår i släktet Zoophthora och familjen Entomophthoraceae.   Inga underarter finns listade i Catalogue of Life.